# Ania Marson
Ania Marson (Gdynia, Polonia, 22 de mayo de 1949), es una actriz anglo-polaca de cine y televisión.

## Filmografía como actriz
Cine
- Puppet on a Chain de Geoffrey Reeve (1971) como Astrid Lemay.
- Nicolás y Alejandra (Nicholas and Alexandra), de Franklin J. Schaffner  (1971) como Olga.
- Abdicación (The Abdication) de Anthony Harvey  (1974) como Ebba Sparre.
- Contratiempo (Bad Timing) de Nicolas Roeg (1980) como Doctor Schneider.
- The Parachutes Ball  (2012) como Lily.
- Howl (2015) como Jenny.
- Amityville Playhouse (2015) como Celia Nightingale.
- Unwelcome (2023) como Madre Redcap

Televisión
- Dixon of Dock Green (3 episodios, 1963-1968) como Tessa Baker Ellis / Ania Green / Nora King.
- The Troubleshooters (1 episodio, 1968) como Angelica.
- Armchair Theatre (1 episodio, 1969) como Jenny Brophy.
- Z. Cars (1 episodio, 1969) como Enfermera.
- Detective (1 episodio, 1969) como Pamela Bryce.
- Special Branch (1 episodio, 1970) como Karin.
- Casanova (Miniserie de TV, 4 episodios, 1971) como Anne Roman-Coupier.
- BBC Play of the Month  (1 episodio, 1972) como Jessica.
- Emma  (4 episodios, 1972) como Jane Fairfax.
- La familia Strauss  (1 episodio, 1972) como Olga Smithitska.
- Moll Flanders (TV, 1975) como Phillipa.
- Victoria Scandals (1 episodio, 1976) como Katie Cook.
- Within These Walls (1 episodio, 1976) como Sarah.
- Leap in the Dark (1 episodio, 1977) como Ilse Lindgren.
- Supernatural  (1 episodio, 1977) como Dorabella.
- Marie Curie (1 episodio, 1977).
- Target (5 episodios, 1977) como Ros.
- Los siete de Blake (1 episodio, 1978) como Geela.
- Eskimos Do It  (1 episodio, 1988) como Doctor.
- Policía de barrio (2 episodios, 1988) como Intérprete polonesa.
- Screen Two (1 episodio, 1990) como Lazareva.
- Foyle's War (1 episodio, 2014) como Olga Kowalski.